# Liste des monuments historiques du Puy-de-Dôme
Cet article recense les monuments historiques du Puy-de-Dôme, en France.

## Statistiques
Au 21 juillet 2025, le Puy-de-Dôme compte 879 édifices comportant au moins une protection au titre des monuments historiques, dont 266 sont classés et 654 sont inscrits. Le total des monuments classés et inscrits est supérieur au nombre total de monuments protégés car plusieurs d'entre eux sont à la fois classés et inscrits.
Plusieurs protections distinctes concernent un même monument (ou groupe de monuments) qui s'étend sur plusieurs communes :
- une borne armoriée, sur Messeix et Saint-Sulpice ;
- une borne armoriée, sur Gerzat et Saint-Beauzire ;
- la chartreuse de Port-Sainte-Marie, sur Chapdes-Beaufort et Les Ancizes-Comps ;
- l'établissement thermal de Chamalières, sur Chamalières et Royat ;
- l'oppidum du Puy du Mur, sur Dallet, Mezel et Vertaizon ;
- le plateau des Côtes de Clermont, sur Blanzat, Clermont-Ferrand, Durtol et Nohanent ;
- le pont du Diable, Olliergues et Tours-sur-Meymont ;
- le site gallo-romain de la Croix de la Pierre, sur Beaulieu et Charbonnier-les-Mines.

## Liste
Pour des raisons de taille, la liste est découpée en deux :
- communes débutant de A à L : liste des monuments historiques du Puy-de-Dôme (A-L) ;
- communes débutant de M à Z : liste des monuments historiques du Puy-de-Dôme (M-Z).

Compte tenu du nombre de protections dans certaines communes, elles font l'objet d'une liste distincte :
- pour Billom, voir la liste des monuments historiques de Billom
- pour Clermont-Ferrand, voir la liste des monuments historiques de Clermont-Ferrand
- pour Riom, voir la liste des monuments historiques de Riom
- pour Thiers, voir la liste des monuments historiques de Thiers